# Воронецький Олександр Арсенович
Олександр Арсенович Воронецький (біл. Аляксандр Арсенавіч Варанецкі; нар. 12 травня 1951, Молодечно) — білоруський клоун, цирковий артист. Заслужений артист Білоруської РСР (1979).

## Біографія
У 1969 році закінчив студію при Мінському державному цирку. Артист Російського державного цирку. Виступає в дуеті з Ф. Гулевичем у ролі килимового блазня (за мотивами білоруського фольклору створив маску простодушного, веселого хлопця). Митець яскравої індивідуальності, пластично виразний. У номерах він використовує акробатику і жонглювання. Знімався в телефільмах «Дзяниськаві історії», «Новорічний атракціон», «А ще цирк».